# Ashes Divide
Gli Ashes Divide (reso graficamente ASHES dIVIDE) sono un progetto parallelo rock alternativo fondato nel 2005 dal cantautore e polistrumentista statunitense Billy Howerdel, chitarrista degli A Perfect Circle.
L'unico album all'attivo del progetto, Keep Telling Myself It's Alright, è stato pubblicato l'8 aprile del 2008 dalla Island Records.

## Storia

### Prime pubblicazioni soliste di Howerdel (2003-2005)
La genesi del progetto risale al 2003, precisamente durante le registrazioni del secondo album in studio degli A Perfect Circle Thirteenth Step. In quel periodo, segnato da dei dissidi con il frontman Maynard James Keenan, Billy Howerdel si ritrovò a lasciar da parte degli inediti scartati dallo stesso Kennan con l'intenzione di svilupparli in futuro come solista.
Successivamente, al seguito della pubblicazione di Emotive e il successivo scioglimento del gruppo nel 2004, Howerdel decise di dedicarsi allo sviluppo dei demo sopracitati. La prima pubblicazione di questo periodo come solista è la colonna sonora del videogioco Jak X, realizzata in collaborazione con Larry Hopkins e caratterizzata da un massiccio impiego dell'elettronica.

### Keep Telling Myself It's Alright(2008-2010)
Il debutto di Howerdel sotto il nome di Ashes Divide avviene nel gennaio 2008, con il debutto del singolo The Stone, atto ad anticipare l'album Keep Telling Myself It's Alright, pubblicato il successivo 8 aprile. L'album presenta la partecipazione di diversi musicisti ospiti, tra cui Josh Freese come batterista e Devo Keenan al violoncello nella traccia Sword. Oltre a Freese e Keenan, il disco contiene anche i contributi del batterista Dean Sainz, Johnette Napolitano, Matt Skiba e l'ex bassista degli A Perfect Circle Paz Lenchantin.
Dal momento che Howerdel registrò la maggior parte degli strumenti nell'album e Freese era occupato con altri impegni, lo stesso Howerdel si mise alla ricerca di musicisti per imbastire una tournée in supporto al disco. La formazione finale si compose con Jeff Friedl alla batteria, Matt McJunkins al basso, Jonny Radtke alla chitarra solista e Adam Monroe alle tastiere. Per l'occasione il gruppo prese parte al Projekt Revolution dello stesso anno, dove più di una volta si esibirono assieme a Chester Bennington dei Linkin Park.

### Reunion degli A Perfect Circle e secondo album (2010-2018)
Nell'autunno del 2010, a seguito di alcune dichiarazioni di Keenan e l'imminente reunion degli A Perfect Circle, iniziarono a farsi più insistenti le voci su un possibile scioglimento degli Ashes Divide, smentite dallo stesso Howerdel in un'intervista di quel periodo, dove affermò di stare lavorando da 4 anni a nuovi demo, alcuni dei quali sarebbero diventati nuovi brani degli Ashes Divide una volta scartati dal progetto A Perfect Circle.
Nel dicembre 2012 Billy Howerdel aggiornò i propri fan sui lavori per il secondo album, dichiarando: «Adesso, sto concentrando le mie energie su un nuovo album degli Ashes Divide, di circa undici brani. Sto lavorando sulle voci e la stesura dei testi, e se tutto va come previsto sarà pronto per gennaio o febbraio.»  I lavori furono nuovamente rimandati quando Howerdel decise di trasformare molte idee per integrarle nel progetto A Perfect Circle, portandolo a concentrarsi sulla creazione di brani sostitutivi.
Nonostante varie dichiarazioni di Howerdel susseguitesi negli anni di essere ancora alle prese ad un secondo disco degli Ashes Divide, nel 2017 gli A Perfect Circle pubblicarono il tanto atteso quarto album in studio Eat the Elephant, composto di alcuni brani precedentemente previsti per un secondo disco del gruppo come il singolo So Long, and Thanks for All the Fish, nonché la title track, originariamente sviluppata insieme a Bennington per l'inclusione in One More Light dei Linkin Park.

### What Normal Was(2020-2022)
Nel 2020 la rivista statunitense Revolver ha inserito il secondo album degli Ashes Divide nella lista dei più attesi dell'anno, includendolo successivamente anche nella lista del 2021 e in quella del 2022.
Successivamente a delle dichiarazioni di Keenan del 2021, Howerdel ha pubblicato nel 2022 un album solista, What Normal Was, separato dal progetto.

## Formazione
- Billy Howerdel – voce, chitarra, basso, tastiera
- Josh Freese – batteria

Turnisti
- Jeff Friedl – batteria
- Matt McJunkins – basso
- Jonathan Radtke – chitarra
- Adam Monroe – tastiera

## Discografia

### Album in studio
- 2008 – Keep Telling Myself It's Alright

### Singoli
- 2008 – The Stone
- 2008 – Enemies